# 安島氏
安島氏（あじまし）は、姓氏のひとつ。安嶋とも記す。常陸国および東北地方における武家の一系。また越前国や近江国にも見られる。

家紋 丸に細立ち梶の葉
家紋 丸に中陰抱き梶の葉
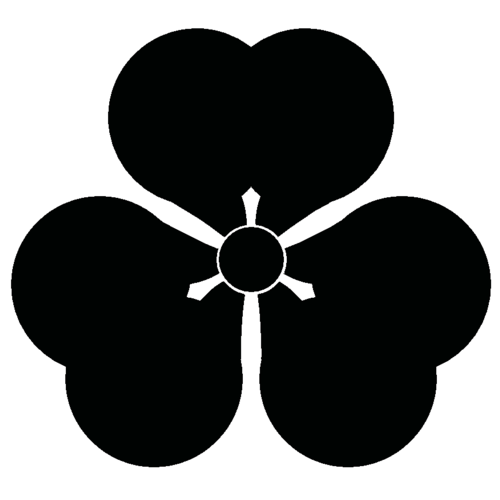
家紋 酢漿草
家紋 丸に違い鷹の羽
家紋 丸に木瓜

## 概説
安島氏は本姓を藤原氏とする一族である。家系は藤原北家の祖藤原房前の五男魚名の流れを汲む血筋で、俵藤太秀郷を祖とする。主に常陸国（茨城県）から陸奥国東南部・中部（福島県）一帯にかけて活躍した武家である。
陸奥国磐城地方の安島氏の家紋は「酢漿草」、「丸に木瓜」、「丸に違い鷹の羽」などを用いる家が多い。また、常陸国の安島氏は諏訪神党として諏訪神社を信仰し、その神紋に由来する「丸に細立ち梶の葉」、「丸に中陰抱き梶の葉」などを用いた。
また、太田亮著、上田萬年、三上参次監修『姓氏家系大辞典 第1巻』（角川書店、1934年）によれば、「『東作志』に「安島善弥、近江国にて死去す。安島庄左衛門、越前太守少将光通卿奉仕」と見ゆ。」と記されており、近江、越前国にも安島姓の人物の存在があったことが確認できる。但し、安島氏の全容、とりわけ成立経緯を探るうえで、祖という藤原秀郷からの系譜や本貫地つまり名字の発祥地となった地域は必ずしも明確ではない。完全な解明に至るものとはいえないが、一つ着目すべきは、現在の茨城県北茨城市にあたる旧常陸国多賀郡金岡村(後に関南村西岡等に改称)に字安島なる字名があったことが伝わる点にある。今一つは常陸国久慈郡金砂村芦間郷（あしまごう）という地があり、この地名の指して「蘆間政所」、「阿島政所」と記す文献が郷土資料として残存していることである。さらに、本項でいう安島氏の人物を記した文書には「阿島美濃守」(阿嶋美濃守)と記すものもあることも付記しておく。但し、この蘆間(芦間)を発祥とする葦間氏は、戦国大名 佐竹氏の一門であり、藤原氏を称する安島氏とは合致しない。このことから、名字の本貫を想起する候補地は散見されながらも確定するものではなく依然、氏の出生には謎が多いといえる。ただし、福島県いわき市山田町では"地方一流の名門"と伝わるほか、茨城県久慈郡大子町頃藤では"草分け"(すなわち、土地を切り開いた集落を創始した者)の家系であるとされる。
安島氏が歴史上、登場するようになるのは主に14世紀である。福島県いわき市の歴史資料である『いわき市史』によれば、南北朝時代、旧陸奥国磐城郡山田村大字大林に所在した大林城にて南朝方に忠義を尽くす武士の集団に、安島家の一党があり、この子孫がいわき市山田に点在する安島家の祖先だと伝わる。また、旧陸奥国岩城郡小川城主で後に常陸国久慈郡上小川村(現大子町)に移住し、小川城主となった佐竹一門の小川大和守義継配下の侍大将22騎の中に「安嶋善之進久成」の名が確認される。侍大将の面々の石高は5石取りで1人につき4名の軍役を課されていたという。
なお、安島一族の動向が盛んに見られるのは戦国時代の頃からである。茨城県大子町の公式な町史である『大子町史』によると、町内の史料である『村々諸士之覚』、『保内御足軽之帳』に、佐竹氏の家老和田安房守昭為の配下で現在の茨城県大子町頃藤を支配していた佐藤四郎右衛門の指南下にあった50人の御鑓衆の中に、安嶋太郎左衛門(ただし、安嶋太郎左衛門尉とも)と安嶋左馬亟(ただし、安嶋左馬丞とも)、安嶋新左衛門(ただし、安嶋新左衛門尉とも)と同姓同名の者(ただし、安嶋新右衛門尉とも)併せて4名の者の名が確認できる。これらの者は5石取りであったとことが記載されている。
上記のように、南北朝時代はともかく14世紀には佐竹氏及びその家臣に従属する一族がいた一方、16世紀即ち戦国期以降の佐竹氏の南奥州侵攻によって、新規に服属した在地の土豪や被官人の中にも安島姓の人物が見られる。それが白河結城氏の旧臣で佐竹氏に服属した安島美濃守清広である。安島清広ら奥州の安島氏が佐竹氏に服属した契機となったのは永禄3年（1560年）10月の佐竹右京大夫義昭の軍勢による白河結城氏の寺山城攻略に伴う陸奥国高野郡の制圧であり、以後も天正2年(1574年）2月、赤館城奪取により白河郡に新たな領地を獲得。天正6年（1578年）8月の佐竹・白河両家の和議によって南奥州における佐竹氏の所領が確定したことであった。これを機に、新たに佐竹領となった地を拠点としてきた安島清広ら土着が武士が佐竹氏の配下に組み込まれたのである。この一連の過程で安島清広は南奥州で佐竹氏の支配を担当した佐竹氏一門、佐竹山城守義久から武家の栄誉を示す美濃守の官途状を給付されたほか、佐竹氏家老　和田昭為の起請文を受け、その所領を安堵された上で、その「指南」下に組み込まれている。
戦国期の佐竹氏の版図拡大と領土防衛にとって陸奥南郷領はきわめて重要性を帯びた地域であり、以後、新参の外様家臣ながら同地に土着してきた安島清広はじめ安島姓の武将も佐竹氏の配下としてその勢力の維持拡大に従うようになった。以後の佐竹氏の記録では、上述の安島清広のほか、安島丹後守久成など棚倉の城代として重要な役割を果たした人物の名もみられるようになる。当時、棚倉における佐竹氏の拠点は赤館城、寺山城、羽黒山城、東館の四城であり、久成が城代を務めたとすればいずれかであると推定される。
なお、戦国期の陸奥南郷及びその周辺地域は、陸奥石川氏や浅川氏などの在来勢力たる国人衆が割拠しており、とりわけ、佐竹領近在の国人 浅川氏が宿敵 伊達氏に帰順したこともあって厳しい経営を強いられていた。そのため、佐竹氏は新領土である陸奥南郷領に住まう、佐竹氏とは従来縁故の薄い土豪勢力や在来の有力百姓の取り込みを図るとともに、如何に佐竹氏の影響力を浸透させていくかが重要課題であった。そこで佐竹氏では南郷領の知行宛行つまり領土分配についてはまず、芳賀、河東田、白井、粥目、須田、深谷、大賀、上遠野氏ら服属した国人に対して本領安堵し、被官として取り込みを図る一方、佐竹氏の陸奥国名代である佐竹一門、次いで佐竹氏の行政担当ともいうべき、和田氏、人見氏らの奉行衆、さらに現地支配を担当した菊池氏、安藤氏、井上氏をはじめ中下級家臣からなる吏僚層に南郷領一帯に新たな領地を給し、佐竹氏の支配権確立に努めた。一連の佐竹氏との関係性からは話が逸れるが天正2年(1574)年、陸奥国磐城郡の大名 岩城氏幕下に属する大塚掃部助親成の家臣に安島与左衛門の名が見える。
しかし、芳賀氏や河東田、白井など南郷領在来の土豪勢力の惣領家はことごとく伊達氏か白河結城氏に随い、白河結城氏に従った家々も最終的には伊達氏に服属したとされ、その後の佐竹氏の陸奥南郷領支配は必ずしも好転したとは言い難い情勢にあった。特に安島氏との関連から見ても、天正10年（1583年）、安島丹後守久成の子 隼人も棚倉より常陸国内に落ち伸びているなど、苦難を強いられたことがわかる。その後、関白の座につき天下統一に乗り出した豊臣秀吉の惣無事令が発布により全国の私闘が禁じられ、太閤検地が行われるに及び、それまで佐竹氏が獲得していた南郷領については安堵が認められた。しかし、それまで陸奥南領支配を任されていた佐竹義久については天正18年（1590年）に秀吉から直々に常陸国鹿島郡へ6万石で転封及び豊臣氏直轄領代官を命じられ、その後の陸奥南郷領統治は佐竹北家の当主 左衛門督義憲に委ねらることになった。その後、佐竹義久が陸奥南郷領から鹿島郡に転封されたことに伴い、主君に随って鹿島郡に転じた人物として佐竹東家の家臣 安島修理亮の子 大膳亮がおり、大膳亮は鹿島郡扱に任ぜられ、同地支配を担任する役人となっていることが確認されている。
但し、ここでさらに着目すべきことは安島氏の一族が戦国期に活動した陸奥南郷領や鹿島郡にはその後一切土着することなく、むしろ佐竹氏が本領常陸北部一帯、即ち茨城郡、新治郡、那珂郡、久慈郡、多賀郡（水戸市、常陸大宮市、大子町、ひたちなか市、日立市、高萩市付近）、陸奥国では磐城郡、標葉郡（福島県いわき市付近）にかけて分布しているという点であろう。この点は安島氏の主君である佐竹氏の勢力図の変動が関係しているものとみられるが、詳細は不明である。
以上のように、安島氏は一定の活躍が認められながらも謎の多い一族ということができるが、その全容を探る上で着目すべき点がいくつかあげられる。まずは、安島氏の一門の多くが美濃守や丹後守などの受領名、即ち国司や修理亮、大膳亮、采女介など諸大夫相当の官職を私称することを許される官途状を授かっていることであり、陸奥国前線の城代を務め、また、恩賞として所領を給付されているなど、一定の地位なり功績のある武将として遇されていたことであろう。
さらに、安島氏に関する縁組についても、戦国期から江戸期を通じて、瀬谷城主 人見氏、吉田社の田所職 田所氏、三河国田原城主 戸田氏の一門など藤原姓との養子縁組が多く、次いで陸奥石川氏の支流 常陸国大窪城主 大窪氏や小笠原流で出羽国楢岡城主 楢岡氏の一門 吉高氏など清和源氏の家系が多く見られる。姻戚関係についても佐竹氏一門の国安氏、高久城主 高久氏、深沢氏など常陸源氏の家系、或いは佐竹氏宿老の人見氏や常陸守護代 小野崎氏の一門で常陸国部垂城主・大台城主を務めた小貫氏、同じく常陸守護代 江戸氏の支流で河合城主 川井氏、陸奥南部の上遠野氏など藤原秀郷流の家系、或いは大掾氏の支流 鹿島氏の一門で常陸国立原城主を務めた立原氏など常陸平氏の家系、さらに陸奥国鯨岡館主・湯本城主　鯨岡氏など陸奥国浜通りに勢力を有する海道平氏の一門、さらには飛騨国の元小鷹利城主 牛丸氏などその他の桓武平氏の一族など城主級の有力武家との縁組が多く、一定の家格や身分を有したことは認められる。これらの点も安島氏の出自をはじめその全容を知る上で重要な点であるといえる。
なお、以下の節では安島氏の一族について詳述する。佐竹家臣たる安島氏を見ていくとその系統は複数存在することが確認されており、大きく分けて、佐竹氏の秋田転封に伴って佐竹氏の家臣または陪臣として存続した系統、没落し流浪の末、一時、常陸国内に領地を得た新庄藩主 戸沢氏に従属した系統、さらに戸沢氏に仕えたものの戸沢氏の出羽転封には随行せず、新たな領主として常陸国に入封した水戸藩主 徳川氏（水戸徳川家）に仕官した系統などに分けることができる。さらに、別して江戸時代、笠間藩士として続いた安島氏があるが、これは戦国期の江戸氏の勢力範囲ときわめて近いことから江戸氏家臣たる安島氏の系統であろうか。
このうち、戸沢氏に随身した丹後守久成の子隼人の系統からは江戸時代中期の和算家 贈従五位安島萬蔵直円が、また、同じく佐竹義宣の家臣であった安島丹後信勝の系統は水戸徳川家に随身し、その子孫からは幕末の水戸藩家老で贈正四位安島帯刀信立らが輩出されている。他にも安島姓を名乗る幕末の志士として安島俊次郎、安島鉄次郎義徳、安島安などの人物が輩出されている。このほか、水戸藩家老で後の松岡藩主となる中山氏の領内にも郷士として安島氏の存在が確認される。ただし、由来、系図は不明である。
なお、安島氏の系図では遠祖の名に〇、家祖を◎を付記した。

## 秋田藩士安島氏
佐竹氏の家臣及び陪臣として存続し秋田転封に従った系統としては、常陸太田市史編さん委員会編『佐竹家臣系譜』に安島氏の項があり、佐竹氏に仕える安島氏が数流見える。

### 1.安島美濃守清広
佐竹家臣の系譜である『諸士系図』に秋田藩主 佐竹左近衛中将義宣の家臣として安島美濃守清広の家系が収録されている。佐竹一門 佐竹東家の佐竹山城守義久の配下であったと見え、天正12年（1584年）6月3日、佐竹義久より官途状が下され美濃守の受領名を授けられたと記録されている。同年、7月10日には佐竹氏家老の和田安房守昭為から「安嶋美濃守との」との宛名で起請文が発給されている。
また、『佐竹義宣家臣知行版物』に文禄4年（1595年）8月18日、和田安房守昭為、人見主膳正藤道の連署により、安島清広に、陸奥国高野郡赤館城の北、堤の内に25石、城の南、手沢に25石と複数の地に知行相給されたとする記録がある。
慶長7年（1602年）、安島氏の記録では清広の子 采女佑清正の代に至り、主君 佐竹義宣に従い秋田に転封に随従するとされる。この時、清正17歳であったという。以後、子孫は出羽国雄勝郡湯沢に住むという。
清正の子は清長といい、仮名を文右衛門という。文右衛門清長は石井勘兵衛の女を妻とし、妻 石井氏との間に嫡男 清久が生まれる。
また、秋田県公文書館には、『安嶋近代覚書』、『安嶋近代之覚書』などの史料が保管されているが、これは清信の代の記録である。安島清信は初名を彦之允といい後に羽右衛門に改めるという。
```
       佐竹左中将家臣
　　　 佐竹山城守配下
       美濃守官途状拝領　　采女佑官途状拝領
系譜 ◎安島美濃守清広 ―― 采女佑清正 ――― 文右衛門清長 ― 某清久 ― 羽右衛門清信 … 子孫不詳 
```

### 2.安島某高貞
秋田県公文書館による秋田藩士の『系図目録Ⅱ』によると、文化2年（1806年）7月に安島但見高忠により秋田藩に提出された『安嶋氏系図』の中に、安島高貞以来の系図が確認される。系図が作成されたのは、但見高忠の時代であるが、高貞よりさらに以前の祖先の代に秋田転封したとみられ、それ以前の系図や仕官の時期などは不詳である。
```
　　   佐竹左少将家臣
系譜 ◎安島高貞 ――― 高正 ― 高移 ― 高重 ― 高広 ― 高林 ― 高清 ― 但見高忠 … 子孫不詳 
```

### 3.安島某高近
また、文化2年（1806年）8月、秋田藩に提出された『三男安蔦氏系図』の中に前項の安島氏の当主 安島高移の二男 高近が分家して成立した家系が記されている。系図が作成されたのは勘七郎高聴の代のことである。仕官後の役職等については不詳である。
```
　　　 佐竹左少将家臣　　分家
系譜 〇安島高移 ――― ◎高近 ― 高久 ― 高寧 ― 高布 ― 勘七郎高聴 … 子孫不詳 
```

### 4.安島修理亮某
佐竹氏の陪臣にも安島氏の一族がある。『諸士系図』並びに安島吉兵衛･同主税筆『系図 佐竹山城家人安島吉兵衛』によれば、佐竹一門 東家当主 佐竹義久の家臣に安島修理亮を祖とする安島氏が見える。代々、当安島氏では代々、おもに吉兵衛の仮名が用いられ家督相続時に襲名された。同系図では修理亮については佐竹氏に仕官するとのみ記載があり、その子 大膳亮は、佐竹義久に仕えてその領地である鹿島郡扱などの役人として務めたとある。また、大膳亮の妻は佐竹氏一門にして佐竹東家譜代家臣 国安三河守師親の女であり、妻 国安氏との間に人見紀伊守室となる長女、そして嫡男の安島采女が生まれた。
大膳亮の子 采女は主君 佐竹義久の命で出陣し、下野国那須郡鍋掛において那珂川を瀬踏みする際に溺死した。子連れの寡婦となった采女の妻は子 専助をつれて飛騨浪人から佐竹家臣となった牛丸市左衛門久永に再嫁し、以後、専助は牛丸氏に養われたという。慶長7年（1602年）、専助は佐竹氏の秋田転封に際してこれに随従することとなったが、この時8歳と幼少であった故、母の再嫁先の牛丸氏とともに秋田転封に同行した。このとき、専助は家来として高橋与五郎右衛門という者を召し連れたとある。なお、専助は長じて安島吉兵衛信次と名乗り佐竹将監義賢の家臣となると記されている。
また、吉兵衛信次は角館の中目氏の未亡人を妻とし、妻との間に樋口勘右衛門室となる長女、嫡男 吉兵衛信昌、国安又兵衛室となる二女、佐竹東家家臣 飯島市左衛門直重の養子となる十郎兵衛直知が生まれたという。信次の没年は承応2年（1653年）1月22日。享年59。なお信次の戒名は陽山宗春という。
また、嫡男 吉兵衛信昌は家督相続後、小貫五郎兵衛政通の女を娶り、妻 小貫氏との間に林左衛門信房、吉兵衛信忠、人見庄兵衛光等の養子となる八平後の造酒信就、末子の与助、後の主税信将の子らを成した。嫡男 信房は初名を伴助というが、後に安島林左衛門に改めるという。信房には子がなく次弟 信忠を以て後嗣とする。
信忠ははじめ敬内と称し、学之進と改め兄から家督を相続した後、吉兵衛と改める。信忠ははじめ鯨岡三郎左衛門胤良の妹 鯨岡氏を妻に娶り、故あって後妻を迎え、川井文左衛門忠正の妹を娶り、妻 川井氏との間に田所熊之丞忠央室となる長女を儲ける。その後、立原惣左衛門の女を娶り、妻 立原氏との間に嫡男 伝次信詮を儲けるという。
なお、秋田県には安島信忠の筆と見られる史料として元禄12年（1699年）、『安嶋学之進所持仕証文之写』という書状が現存している。
また、信忠の嫡男 信詮は初名を専助といい、後に伝次と名乗り、杉山七右衛門宗茂の女を娶り、貴志治部右衛門忠高室となる長女、二女を為す。ただし、信詮には男子がなく、分家より二女の婿養子として吉兵衛信名を迎える。
信名は初名を捨五郎といい、一門 安島主税信将の二男として生まれ、本家に男子なきを以て、前当主 伝次信詮の女の婿として養子に入り、本家を継いだ。信名の長女は早世したが、他に嫡男となる与助、二女が生まれるという。なお、安島修理亮の家系図は明和年間（1764年 - 1772年）のものであるため、以後の記録は必ずしも明らかではない。
```
       佐竹山城守家臣
       修理亮官途状拝領　大膳亮官途状拝領
系譜 〇安島修理亮 ――― 大膳亮―――――― 采女 ― ◎吉兵衛信次 ― 吉兵衛信昌 ― 林左衛門信房 ＝ 吉兵衛信忠 ― 伝次信詮 ＝ 吉兵衛信名 ― 与助 …… 子孫不詳 
```

### 5.安島主税信将
前項の分家である。初代 安島主税信将はもとは清和源氏の一家系 大和源氏の一門で陸奥国石川郡を支配した国人領主、戦国大名 陸奥石川氏の流れを汲む大窪氏の出身で初名を與助といった。信将は南北朝時代の武将で陸奥国石川郡安泉城主 石川大膳大夫詮持の血筋をひく大窪庄太夫光里の末弟であり、主君 佐竹中務義秀から、安島吉兵衛信昌の養子として安島氏の分家を興すことを許され、安島姓と名乗ることで創始された家系である。子孫は代々、主に主税の名を襲名した。信将は妻に同じく佐竹東家の家臣 関作右衛門光任の養女を娶り、妻 関氏との間に嫡男 主税信芳を生む。その後、故あって向庄九郎守政家臣 遠藤惣兵衛孝親の養女を後妻とし、後妻 遠藤氏との間に田所伊三郎忠軌室となる長女、本家を継ぐ伝次信名、佐竹東家家臣 大窪庄太夫以光の養弟次いで田所忠軌の養子となる三男 又吉、後の主鈴忠由、二女、三女が生まれる。
二代 主税信芳は同じく佐竹東家家臣 佐藤彦右衛門光吏の女を妻とし、妻 佐藤氏との間に安島百助信英、長女、二女、高畑今右衛門養女となる三女が生まれるという。なお、安島主税信将の家系図は本家 安島修理亮と同一のもので明和年間（1764年～1772年）までの記録残されており、その後の記録は必ずしも明らかではない。
```
　　　　　　　　　　　　　 分家
　　　　　　　　　　　　　 佐竹将監仕官
系譜 〇安島吉兵衛信昌 ＝ ◎主税信将 ―― 主税信芳 ― 百助信英 … 子孫不詳 
```

### 6.その他の秋田藩士 安島氏
本項では秋田藩における安島氏の一門であるが、前項までの安島氏と別系統と思われるもの、または前項までの一族の可能性があるが、不明確なものを記す。
秋田藩には上記までの安島氏以外に秋田藩士の名簿である、分限帳には安島姓に連なる人物が散見される。
なお、文化8年（1811年）、星軍八、安島兵庫の名で「文化六巳十月より同七午九月迄湯沢御米蔵ニ而受拂目録」という記録が書かれており、翌年文化9年（1812年）には、安島兵庫、芳賀茂兵衛の連名で「文化七年午十月より同八未九月迄湯沢御米蔵ニ而受拂目録」という記録が残されている。
さらに秋田藩家蔵文書では安島治左衛門を所有者として、天正年間（1573年～1593年）に伊達左京大夫政宗や岩城左京大夫親隆から四倉氏に宛てられた書状など数点が記されている。この他、『慶長国替記』では秋田藩士として安島作左衛門、安島吉右衛門らの名が見える。安島作左衛門の名については、『秋田近世前期人名辞典』や『梅津政景日記』にも名が見え、寛永6年（1630年）、佐竹義宣の家臣、安島作左衛門が永年仕えた功績により秋田藩家老 梅津茂右衛門政景の推挙により同輩の大塚弥生ともども加増を受けるという。
江戸時代中期の記録としては天保13年（1842年）3月8日には安島又右衛門の名で、沼倉一右衛門宛と思われる『御合力銀請取証文』という書面が残されている。また、天保12年（1841年）に編纂された『久保田藩分限帳』には、40石 安島久右衛門、26石 安島惣八なる人名が掲載されている。文久（1861年～1863年）以後に編纂された『佐竹藩士分限帳』では、80石 安島伝左衛門、5人70目、4石 安島一平の名が見える。さらに、明治3年（1870年）、『佐竹氏由緒書下書』という書面の中に佐竹東家の当主 佐竹源六郎義直から家人宛に出された出されたとされる『御附人列に被加置度旨願上書』という書状の宛名として安島礼治なる人物の名があるとされる。これは安島吉兵衛信昌、安島主税信将いずれかの系統に属する者か。また、時代区分は不明確であるが、秋田藩の記録をまとめた『国典類抄』という書物には山本多仲という人物ともども、高井兵部大輔の家来で元側用人にして家老 安島正右衛門、安島庄右衛門の名が見え、「屋形様歳暮献上」などの記録が残されている。
さらに、明治時代以降の記録としては明治14年（1881年）に岡百八という人物宛に安島佐左衛門なる人物から送られた書状が残されている。

## 新庄藩士安島氏
戦国時代末期に佐竹氏の家臣から没落し、新庄藩 戸沢氏の家臣となった安島氏が三流見られる。なお、江戸時代中期の数学者 安島直円は新庄藩士 安島氏の一門である。

### 7.安島丹後守久成
新庄藩士安島氏の嫡流である。山形県新庄市立図書館編『郷土資料叢書第十輯』所収「戸沢家中分限帳（二）」には、常陸守護職 佐竹氏の家臣で、陸奥国白河郡棚倉の城代 安島丹後守久成の子 隼人が天正10年（1583年）、22歳の頃に棚倉を没落し、慶長7年（1602年）、常陸国笠間郡宍戸において松岡藩主として入封した戸沢右京亮政盛に200石で仕官したという。その後、元和8年（1622年）8月22日、山形藩 最上氏家中において藩主 最上駿河守家親の死後、家督相続をめぐる内部対立から最上騒動が勃発し、藩政不行き届きを咎められた山形藩58万石が改易となると、譜代大名 鳥居左京亮忠政が後継の山形藩主として22万石で入封され、忠政妹婿であった戸沢政盛もその与力として期待され最上氏の旧領の一部である最上郡新庄に6万石で移封されて、出羽国新庄藩主となった。このとき、戸沢氏に仕えていた安島一族のうち、戸沢氏の下から離れる者もあったが、安島隼人は戸沢氏に従い出羽国新庄に入った。以後、安島隼人の系統は新庄藩士 安島氏となった。
その後、隼人は老衰により、三男 弥吉に家督を譲り、弥吉は名を改め初代安島五左衛門となる。以後、新庄藩士 安島家代々の当主は主に五左衛門の仮名を用いた。初代五左衛門は同じく新庄藩士の八柳氏の女と婚姻し、甚内、甚五左衛門、嘉三らの子をなすが、父隼人の死没に際して家督相続の届出があるべきところ、届けがなかったため自然に改易となった。
嫡男の甚内は新規召し抱え扱いとして仕官がきまったが御目見の際の始末が原因で召し放ちとなり、後年、金一両二分で再び仕官が決まる。また、さらに金一両二分の加増があり、高三両となる。甚内の次弟 甚五左衛門は追放となるという。また、三弟 壽三は母の生家 八柳氏を相続する。
甚内の子、二代五左衛門は、家督相続後、正徳3年（1713年）12月30日 (旧暦)、五人扶持に加えて、御切米二両二文を下され、あとに四両となる。御中小姓を経て水道奉行を務めるという。後に大関弥左衛門の女と婚姻し、妻 大関氏との間に嫡男の甚太郎が生まれる。また、二男に庄右衛門が生まれるが早世する。さらに伊藤平太夫の女との間に、三男 庄右衛門清英が生まれる。正徳3年（1713年）12月、御切米加増の沙汰を受ける。
二代五左衛門の嫡男 甚太郎は享保17年（1732年）1月13日、恙無く家督を継承し、三代安島五左衛門となり、父以来の金二両二歩に金一両二歩の御切米加増により知行は四両となり、二ノ御番命ぜられる。その弟 庄右衛門清英は算学の才により藩より召しだされ分家する。この、三代五左衛門には、中山儀右衛門室となる長女と嫡男 丹後右衛門などの子があり、丹後右衛門をもって嫡男とした。
宝暦11年（1761年）、丹後右衛門が家督を相続し、五左衛門を襲名し、四代五左衛門となった。このとき、五人扶持のところ、一人分の扶持が減ぜられ、二の丸御番を命ぜられる。四代五左衛門は明和3年（1766年）6月16日、父以来の俸禄のうち、一人扶持が減ぜられるものの、安永3年（1774年）7月9日、大沢郷代官を命ぜられる。安永8年（1779年）11月15日、吟味役に進み、同10年（1781年）3月3日、支配所替えにより庭月郷代官に任ぜられるという。天明4年（1784年）10月18日、再び吟味役となる。寛政2年（1790年）1月19日、本堂将監組を命ぜられるという。四代五左衛門は、家督相続後、吟味役と銅山方を兼務し、それまでの石高に加えて二人扶持御切米四俵を賜り、六人扶持二十俵となる。寛政6年（1794年）6月19日、長野藤兵衛組入し、銅山方などの役も経て、寛政7年(1795年)3月19日、下谷地郷代官となり、御役料三人扶持を下される。同寛政12年（1800年）9月17日、支配所替えがあり、北本町郷代官となる。
四代五左衛門は妻に安部井林左衛門の女を迎えたが、妻 安部井氏との間に子がなく、姉の子で中山儀右衛門二男の弥右衛門を養子とし家督を譲る。
その次代 五代五左衛門は中山儀右衛門の二男といい、先代五左衛門の姉婿の子即ち甥にあたり、初名を弥吉、次いで弥右衛門、又は浪右衛門、濤右衛門ともいった。先代 四代五左衛門から家督を受け継ぎ五左衛門を襲名した。寛政13年（1801年）1月17日、50石となり、勘定頭に任ぜられ役料として三人扶持を与えられるという。享和3年（1803年）、割増高10石を加増され、文化2年（1805年）、割増高10石を本知に加算され都合60石となる。
その次代である六代五左衛門は実は新庄藩家老 吉高氏の一門 吉高沢右衛門の二男とされる。六代五左衛門は初名を弥十郎といい、その後、藤蔵と改めた後、家督相続により安島五左衛門を名乗る。文化4年（1807年）家督相続し60石となり、御広間番士 白岩与惣与右衛門組に配属される。同じく文化5年（1808年）5月15日、表小姓を命ぜられ、文化8年（1811年）川口郷代官に任ぜられるという。文化12年（1815年）2月3日、金元方となる。文化14年（1817年）9月、御広間帰番を命ぜられ、文政5年（1823年）、定火消を命ぜられる。天保5年（1834年）1月11日、吟味役となる。天保7年（1836年）、庭月郷代官となり、翌年同8年（1837年）、支配所替えとなり金山郷代官となり、同12年（1841年）、舟形郷代官となる。同天保14年（1843年）大納戸役となる。
その子は升右衛門といい、初名を善平という。弘化4年（1847年）1月13日、父五左衛門の隠居願により家督相続し、知行60石となり天野兵部組に編入される。また、当分の間、地方手伝国産方を掛け持ちする。同年11月2日、吟味役となる。嘉永元年（1848年）11月8日、安島升右衛門、弟で五左衛門（六代）二男の助次郎を養子として家督を譲る。
次代 助次郎は御広間番士 天野兵部組に編入され、嘉永5年（1852年）10月18日、定火消となる。同じく嘉永7年（1854年）10月2日、表小姓を命ぜられる。
安政2年（1855年）3月11日、助次郎は弟で五左衛門（六代）の三男 戊八に家督を譲り隠居する。これにより戊八は名を改め安島藤蔵と名乗り家督相続し60石となり御広間番士 瀬川小兵衛組に編入される。安政4年（1857年）2月7日、定火消となる。明治2年（1869年）5月14日、地方勤務を命ぜられ、明治4年（1871年）、川口郷郷官となるという。なお、安島丹後守久成家の系譜は以下参照。
```
　　　 佐竹左中将家臣　　　　　  　　　　　　　　　 　　　　　　　　　　　　　    大沢郷代官　　　 　下谷地郷代官
       棚倉　城代　　　　　 戸沢右京亮仕官 　  改易　　　　　　　 戸沢大和守仕官  水道奉行　　　　　 庭月郷代官　　　　　 　北本町郷代官
系譜 〇安島丹後守久成 ―― ◎隼人 ―――――― 五左衛門（初代）― 甚内 ――――― 五左衛門（二代）― 五左衛門（三代）――― 五左衛門（四代）

　　　 　　　　　　川口郷代官
       　　　　　　定火消
　　　 　　　　　　庭月郷代官
　 　　　　　　　　金山郷代官
　 　　　　　　　　舟形郷代官　　　　　　　　　　　 　　  定火消
　勘定頭 　　　　　大納戸役　　　　　　　 吟味役　　　　  表小姓　　　  川口郷郷官
＝五左衛門(五代)＝ 五左衛門（六代）――― 升右衛門 ＝＝＝ 助次郎 ＝＝＝ 藤蔵 ……… 子孫不詳 
```

### 8.安島庄右衛門清英
前項の安島丹後守久成の家系の分家である。安島隼人から数えて四代 二代目五左衛門の二男　庄右衛門清英が部屋住みとなるところ藩より和算の才を認められ分家を許され、宝暦元年（1751年）10月12日、戸沢上総介正諶に80石取り（さらに後に3人扶持加増）として仕官した家系である。清英の妻は播磨国龍野藩主 脇坂淡路守安興の家臣である、熊谷仁左衛門の女と記録されており、妻 熊谷氏との間に萬蔵直円、弥惣次直茂と伊東平蔵直休が生まれた。庄右衛門清英の嫡男 萬蔵直円は宝暦4年（1754年）12月9日、父の死に伴い家督相続し、倉知十郎右衛門組御会所見習となり家禄80石となる。同じ年、吟味役兼金元方となる。同12年(1762年)、勘定頭となり三人扶持を賜る。直円は新庄藩の財政再建に寄与した功績から、さらに天明5年（1785年）11月4日、郡奉行格となり、翌同6年（1786年）8月17日に20石加増となり都合110石となる。同7年（1787年）12月15日、120石となるちなみに、直円の弟、直茂については下記安島弥惣次直茂の項に詳しい。
この直円については和算の大家として知られ、はじめ中西流 入江善太夫広忠の弟子となり、やがて入江は直円の非凡さを見抜き、師匠である関流宗統 山路主住の弟子としたという。直円のその才能は同じく山路の弟子で関流同門の藤田権平貞資をして「当代の名人」と言わしめ、関流の宗統の跡目に推薦したほどであった。その後も安島直円は江戸時代における数学の発展に寄与、後世の人は関新助孝和と並んで和算の二大焦点と評した。寛政10年（1798年）、直円は没する。享年66。戒名は祖眞院智算量空居士という。なお、直円には妻に於なをがおり、長女並びに嫡男の安島萬蔵広茂が生まれる。なお、安島直円は没後、117年後にあたる大正4年（1915年）11月に従五位を贈位されている。
直円の嫡男 広茂は初名を清蔵または円蔵といい、後に萬蔵、広茂と改めるという。寛政10年（1798年）3月26日、父の死により家督相続する。また、戸沢要人組に編入、御会所勤めとなる。三人扶持の隠居料を与えられる。同じく寛政11年（1799年）、償方本役命ぜられ、御金払方を兼ねる。享和3年（1803年）4月15日、吟味役となる。文化2年（1805年）4月、勘定頭格勘定方手伝を命ぜられ、当分の間、御金元方吟味役を兼ねることとなった。7月7日、職務多大を理由として役料金2料を加増される。文化4年（1807年）4月15日、勘定頭となり役料3人扶持を加増される。文化6年（1809年）、御刀番格となる。同年9月11日、大目付格手伝となる。
また、その嗣子は銀之丞或いは銀之助という。文政4年（1822年）10月10日、家督相続し、増田八郎左衛門組入となり、また藩主世子（戸沢正賜か）の相手役となる。天保4年（1833年）、宗門方となり、同5年（1834年）、御刀番となり、藩主世子の御側役を兼ねる。
銀之丞の後は操といい、実は三上源左衛門成富の子という。天保9年（1838年）9月8日、安島操、養父の死により家督相続し藩主世子 戸沢能登守正令の側近となる。天保10年（1839年）10月15日、御中小姓となり、御供方見習として手当金3両を下される。10月17日、川部伊蔵組となる。天保11年（1840年）3月2日、御刀番となる。天保12年（1841年）5月3日、御納戸役を兼ねる。天保13年（1842年）9月3日、御納戸役に加え御側掛持となる。天保14年（1843年）4月8日、藩主の思召として、安島操、門屋万次郎、富沢升右衛門らとともに上席を命ぜられる。同年7月11日、格式はこれまで通りとして御使役に加わり、御取次加番となる天保15年（1844年）3月4日、御在所勝手を命ぜられ、新庄に下るという。同年6月17日、格式これまで通りとして、御広間番士 天野兵部組となる。同年8月30日、御使番となる。嘉永5年（1852年）10月18日、長柄奉行となり、山名澄江組に預けられる。
その次代は綱三郎といい、その実、大久保春之助の弟であるという。嘉永7年（1854年）6月10日、家督相続する。同年7月17日、御広間番士 小山左門組となる。安政2年（1855年）11月8日、定火消となる。明治2年（1869年）11月19日、地方勤務命ぜられる。明治3年（1870年）8月7日、駅逓掛の兼務を命ぜられる。明治4年（1872年）、勤方御役御免となる。着席これまで通りとなるという。同年4月14日、二番隊補備役命ぜられる。
その子は釛三郎という。釛三郎は官吏に任官しており、大正5年（1916年）2月10日、宮城県築館税務署長に任ぜられ同年10月29日、没するという。
```
　　　　　　　　　　　　　 　 分家　　　　　  　勘定頭　　　　　　　　　　    宗門方　　　　　　　    　定火消
　　 　　　　　　　　　　　 　戸沢上総介仕官  　郡奉行格　  　勘定頭　　　　  御刀番　　　  格式上席　  駅逓掛
　　 水道奉行　　　　　　　 　勘定頭        　  贈従五位　　  大目付格手伝　  世子御側役  　長柄奉行　  二番隊補備役　　  築館税務署長
系譜 安島五左衛門（二代）― ◎庄右衛門清英 ―― 萬蔵直円 ―― 萬蔵広茂 ――― 銀之丞 ＝＝＝ 操 ＝＝＝＝ 鋼三郎 ――――― 釛三郎 ―――― かつ … 子孫在別 
```

### 9.安島弥惣次直茂
同家は安島丹後守久成、庄右衛門清英家の分家である。弥惣次直茂は、庄右衛門清英の二男、萬蔵直円の弟として元文6年（1741年）に生まれる。宝暦6年（1756年）6月、新庄藩に召しだされ仕官するという。前掲「戸沢家中分限帳（二）」では「亀松様御中小姓相勤」と記されており、直茂が藩主 戸沢主計頭正良の養嗣子 亀松、後の戸沢上総介正親に仕えたことがわかる。
```
　　 分家　 　　　　　　   分家
　　 戸沢上総介仕官　　　　戸沢主計頭仕官
　　 勘定頭　　　　　　　  亀松様御中小姓
系譜 安島庄右衛門清英 ― ◎弥惣次直茂 ……… 子孫不詳 
```

### 10.八柳壽三某
また、安島丹後守久成家の一門に八柳氏がある。八柳氏はもともと出羽国秋田地方の国人領主で八柳館主の家系であり、戦国大名 安東氏の被官であった。その本家は江戸時代以降、新庄藩の中老格にして700石取りの家柄であったとされる。その一族の女が新庄藩士 安島氏の初代五左衛門に輿入れした後、八柳家に嗣子がなかったため、五左衛門の三男をもって母方の名跡を相続させ、八柳壽三と名乗ったという。壽三は新庄藩に出仕し、藩より5人扶持金7両を下されることとなった。
壽三の子は壽讃といい、初名を養宅という。父の跡を五人扶持金5両にて相続することが認められ、故あって浪人するものの享保年間に藩に復帰し再仕官するという。また、その子　初代栄見は家督相続するものの早世する。その弟 八柳新五左衛門は御徒目付を務めるものの、故あって追放となるという。初代栄見の子は同じく栄見の名を襲名し、安永7年（1778年）、新地として70石を拝領するという。
```
　　　　　　　　　　　　　　  八柳家相続
系譜 安島五左衛門（初代）― ◎八柳壽三 ― 壽讃 ― 栄見（初代）― 栄見（二代）… 子孫不詳 
```

## 水戸藩士安島氏
佐竹氏の旧臣安島氏のうち、水戸藩士となった家系が数流ある。最も著名なのは、幕末の水戸藩家老となる安島帯刀の輩出される安島丹後信勝の家系である。

### 11.安島丹後信勝
また、佐竹義宣の家臣に安島丹後信勝なる者ありといい、主家の秋田転封にともない浪人し常陸国内に留まることとなり、生涯を浪人として過ごしたと記録される。
信勝の子、善衛門信重の代に至り、常陸国松岡藩主として出羽国より転封された戸沢政盛に仕官することとなる。しかし、戸沢氏が再び出羽国の新庄藩に転ずるとこれに同行することなく旧領に留まり再び浪人する。信重には二人の子があって、長女の水戸藩士 川澄勘解由幸隆室、長男に治左衛門信次がいた。
寛文2年（1662年）、信重の子 治左衛門信次は姉婿 川澄幸隆の推挙を受けて水戸藩主 贈正一位徳川権大納言光圀に仕官することとなった。以降、同家は代々水戸藩士として続く。当安島家の石高は150石。なお、同姓同名の安島信次という人物が佐竹東家家臣 安島修理亮の家系に見えるが、佐竹氏家臣の信次は正式には安島吉兵衛信次といい、治左衛門信次とは別人である。但し、安島治左衛門信次は後年、故あって暇を請い藩士の身分を離れる。安島信重には長男 安島甚内（安島丹後守久成家の甚内とは別人）、七郎衛門信久、大宮角左衛門正春室となる養女がいた。長男の甚内は不仕し故あって改易となる。
信次二男 七郎衛門信久は旗本で長崎奉行の川口摂津守宗恒、次いで水戸藩支藩 守山藩主一門 松平主膳頼愛に仕官する。宝永6年（1709年）、水戸藩家老 山野辺土佐守義堅の内室の推挙により水戸藩士に復帰し宝永7年（1710年）5月14日、歩行士となり、吟味役兼駒込普請奉行となり、江戸普請奉行、御国普請奉行を歴任する。信久には妻に皆川源太夫栄俊の女 皆川氏がいたが後に濱野与左衛門茂旨の養女を妻とし、妻 濱野氏との間に安島七郎衛門信詮、五分衛門信任を儲けるという。
信久の嫡男 七郎衛門信詮は、はじめを信直といい、甚五衛門又は伝之衛門といい、歩行士を経て寛保元年（1741年）、新料理番となり延享5年（1748年）馬廻組、宝暦4年（1754年）3月、進物番となる。信久は林清衛門の家士 安島庄左衛門甫老の息女を妻としていたが妻 安島氏との間に子がなく、弟五分衛門信任と小松崎権平重良の女 小松崎氏との子 七郎左衛門信可をもって養子とする。
七郎左衛門信可は、明和2年（1765年）、歩行士となり、安永元年（1772年）、歩行目付、同7年（1778年）、御勝手御用懸、天明3年（1784年）、新設された小十人組の初代目付組頭となる。また格式小姓目付中奥詰を兼ねて天明6年（1787年）、奥右筆となり役名が改められ日帳役となる。寛政3年（1792年）7月4日、役所頭取となり格式新番組頭に進み、御勝手懸を命ぜられる。天明10年（1791年）、水戸徳川家の息女・国姫附側用人格式大番組列、寛政12年（1800年）、京都留守居役、享和3年（1802年）、200石となる。文化3年（1806年）1月13日、150石を賜り、足高50石を賜る。同年3月、国姫逝去につき側用人を御役御免となり役料銀10枚を返納するものの京都詰はもとの如くとされた。文化8年（1811年）には小納戸役となった。信可は江橋忠兵衛篤恒の女と婚姻し、妻 江橋氏との間に嫡男の安島彦之允信厚、新家六郎資敬の養子となる彦次郎信令、水戸藩大番頭上座 戸田三衛門忠之室となる長女、深沢閑水忠次の養子となる八次郎信之を儲けるという。
嫡男 信厚は、信可の嫡男として小十人組、吟味役、新番組を歴任していたが、病弱のため、その子 安島信順を番代としたものの家督相続前に死去した。信厚には妻 高久彦大夫賢次の女と婚姻し妻 高久氏との間に彦之允信順、平尾出羽次郎清行室、亀次郎信果らの子があり、先代 安島信可は子 信厚の死を受けて嫡孫　彦之允信順を跡取りと定めて家督を譲った。
彦之允信順もまた家督相続前の文化11年（1814年）から父の番代として新番組に詰め、その後も小十人組、馬廻組、そして文政10年（1827年）、馬廻組頭、天保2年（1831年）、大番組となるなど順調に昇進を重ねたが妻女との中に実子に恵まれず、祖父 信可の女が嫁いだ戸田三衛門忠之室が生んだ外孫、弥次郎忠誨を以って跡取りとした。後の安島帯刀信立（なお、戸田氏系譜における安島帯刀の位置付けについては水戸藩士 戸田氏の項を参照）。
帯刀信立は当初、戸田弥次郎忠誨と称し、安島家相続後は安島弥次郎信立と改めた。実家の水戸藩士 戸田氏は三河譜代の名門の家系で水戸藩では1300石の家格を誇る家柄であった。8代藩主権中納言斉脩が嗣子なく薨じると幕府附家老で大名としての独立を企む中山備前守信守ら藩内の門閥派が将軍徳川家斉の20子恒之丞後の紀州藩主 権大納言斉彊を次期藩主に擁立しようとしたため、帯刀は実兄 戸田忠太夫忠敞らとともに前藩主 斉脩の弟で七代藩主 参議治紀の三男にあたる敬三郎、後の権中納言斉昭の藩主擁立に奔走し、見事実現して斉昭の腹心として藩政の要職に抜擢されることになった。その後、帯刀は主君 斉昭の藩主擁立の功もあって順調に昇進を重ね、藩政に重きをなすとともに国事に奔走することになった。
帯刀は天保7年（1836年）、小普請組、天保10年（1839年）1月11日、小十人組、同年7月4日、格式馬廻列となり郡奉行見習となる。天保11年（1840年）、勘定奉行に抜擢され、同年8月21日、小姓頭取となる。嘉永6年(1853年)6月、主君 斉昭が幕府の海防参与に就任すると、実兄 戸田忠太夫と藤田東湖が海岸防禦御用掛、帯刀は海防参与秘書掛に任ぜられ幕府の海防政策にも寄与した。その後、帯刀は政争により、蟄居となるものの、小普請組に復帰、安政2年（1855年）5月9日、目付、9月19日には格式小姓頭取御側用人見習となる。翌安政3年（1856年）、格式用人上座御側用人となり、知行300石に加増、安政4年（1857年）7月19日、学校奉行を兼ね藩校 弘道館の運営を担う。12月、幕府より水戸藩に命ぜられた日本初の軍艦・旭日丸の製造を奉行し幕府より恩賞として時服に白銀10枚を下賜される。同日、格式馬廻頭上座となり、安政5年（1858年）7月20日、大番頭上座用達となり足高150石を増やし500石を賜り、800石となる。8月、安政の大地震により圧死した実兄 戸田忠太夫忠敞の後を受けて大寄合頭となり家老の列に加わり与力をつけられる。これにより、水戸藩家老（水戸藩執政ともいう）として藩政を取り仕切るものの、その頃の水戸藩は黒船来航など西欧列強への対外政策の方針や13代将軍 徳川家定なき後の将軍継嗣問題をめぐって幕府内の熾烈な権力闘争に突入するのは必至の情勢であった。帯刀は急進的な排外政策を唱える前藩主 斉昭を支え、斉昭の七子 徳川慶喜を将軍継嗣に推して、朝廷や公家、大奥に政治工作を行う一方、越前藩主 松平左近衛権少将慶永や薩摩藩主 島津左近衛権少将斉彬、土佐藩主 山内左近衛権少将豊信など幕末の四賢侯としても名高い有力な親藩外様大名らと一橋派を形成、紀州藩主であった徳川参議慶福、後の徳川家茂を推す譜代大名ら南紀派と激しく対立した。その中、朝廷から直々に攘夷実行を迫るよう命じた戊午の密勅が水戸藩に下され安島帯刀を介して藩主 慶篤に届けられ、朝廷が幕政介入を試みるとともに幕府を仲介せず大名に直接勅旨を降下するという江戸幕藩体制の威信を揺るがす前例を見ない水戸藩密勅事件が勃発、水戸藩は幕府から勅錠の返納を迫られるとともに政治的陰謀の疑惑をかけられることになった。（なお、安島帯刀が国事に奔走する間、主君 徳川斉昭をはじめ、同志 茅根伊予之介泰、高橋多一郎愛諸、金子孫二郎教孝などと交わした書簡については、後に衆議院議員、貴族院議員、早稲田大学総長となった高田早苗の所蔵を経て、早稲田大学図書館にて保管されている）。
折しも水戸藩京都留守役 鵜飼吉左衛門知信からの書状に江戸幕府大老 井伊掃部頭直弼暗殺謀議が記されていたため、安政の大獄が勃発。帯刀は幕府から嫌疑を受けて幕府評定所から出頭を求められた。藩主 慶篤は御三家家老が幕府評定所に出頭するなど前代未聞としてこれを断るもこれが認められず、帯刀は安政6年（1859年）4月24日に出頭、評定所の取り調べを受けた。元来、身分の高い武士を取り調べる場合には幕府の寺社奉行、勘定奉行、町奉行、大目付、目付の一人を以て組織する五手掛が組織されるが、帯刀の取り調べも五手掛の取り調べを受け、その日のうちに駒込の摂津国三田藩主 九鬼長門守隆義邸に預けられた。再度審問が行われる26日、帯刀は自ら鏡面に対して肖像を描き子孫に遣してから出頭したという。五手掛の審問の内容は、帯刀の罪状の証拠を得ること能わずとして井伊の厳罰姿勢に異議を紛起したが、井伊は審問を担当する五手掛を再選し自身の股肱の配下を充て、寺社奉行に松平伯耆守宗秀、勘定奉行には池田播磨守頼方、大目付には久貝因幡守正典、町奉行には石谷因幡守穆清、目付には松平久之允康正に任じて再審を命じた。しかし、五手掛の審理結果は再び罪を問う証拠はない、つまり無罪というものであった。このため、井伊は五手掛の審理結果を退け、帯刀の処分を切腹と決し、安島帯刀は翌8月27日、預かりとなっていた駒込三田藩邸にて切腹、波乱の生涯を閉じた。享年48。安島帯刀の審問を受ける態度は挙止慎重言句を一身に受け、義に依って屈せず、死に臨むに際して顔色は平常で従容にして乱れずというものであったと伝え、幕府有司もその器識徳量を感称してその死を惜しまぬ者はなかったという。
なお、帯刀信立は久米新七郎長重の女と婚姻し、妻 久米氏との間に、後に御三卿筆頭 一橋徳川家中老となる長女 立子、水戸藩定江戸小姓 立原朴二郎の妻となった二女 道子、嫡男の七郎太郎信義、次男 富田七郎三郎知正の子をなした。
その後、帯刀信立の長女 立子は一橋徳川家を辞去を強いられ、安島家に戻され、長男 七郎太郎信義も父の切腹により出仕できぬ身となったが、朝廷からの勅命もあり、文久2年（1862年）11月18日、帯刀の罪が赦され、それに伴って御家再興を許された。これにより、七郎太郎は改めて水戸藩より150石、物成150石あわせて300石を給せられ、中之寄合務めを命じられている。
また、七郎太郎信義の姉で帯刀信立の次女 道子については元治元年（1864年）8月23日、夫 立原朴二郎が宍戸藩主 松平大炊頭頼徳に従い天狗党の争乱の中で討ち死したことで寡婦となり、帯刀信立の甥 戸田銀次郎忠則は叔父帯刀の死後、水戸藩家老の職を引き継ぎ、水戸藩政を執り仕切るものの諸生党と対立して失脚、さらに帯刀の義兄とその子である水戸藩旗奉行 里見四郎左衛門親長・親賢親子も尊王派として討ち死するなど、その後の幕末の動乱は安島一門とその親族縁者にとっては甚大な犠牲を強いることになった。
なお、このような中で、寡婦となった帯刀次女 道子には、同年11月、前藩主 慶篤や将軍慶喜の母である、貞芳院宮吉子女王より大黒天を写した図画や和歌が賜与されるなど、安島家は再興以来、主家より格別の恩情を受けていたと見られ、その図画や史料が今日も安島家子孫宅に残されている。次女 道子も和歌の道に通じていたと見られ、『ももつつ集』なる歌集を編み、亡父 帯刀信立の25回忌である明治7年（1874年）に「父君の廿五回忌二、秋懐旧と云うこと読みて奉る」として三首の歌を残している。
しかし、激動の時代に翻弄された安島家も明治時代に入り、ようやく平穏を取り戻すことになった。故帯刀の切腹を受け、水戸城下、下市の屋敷を没収された帯刀の遺族は、石崎村下石崎に引き移っていたが、明治維新後、帯刀の嫡男、七郎太郎信義は宮内省に召し出され、宮内官として採用。侍従に挙げられ、日清戦争下では明治天皇に供奉し、広島県の大本営にいたという。なお、故安島帯刀信立は、明治22年（1888年）、靖国神社に合祀され、さらに護国神社、回天神社に奉祀されることになった。また、明治23年（1890年）10月には、明治天皇と皇后（昭憲皇太后）が近衛諸兵演習御親閲の為、水戸に行幸啓し、その際、行在所となった茨城県師範学校にて徳川光圀、徳川斉昭その他の忠臣の遺墨・遺品を見学したとされ、尊王を唱えて国事に尽くした志士として、戸田忠太夫、藤田幽谷一正とその子藤田東湖彪、会沢正志斎安、安島帯刀などの遺族に、御沙汰書を賜り、それぞれ祭粢料200円を下賜されたという。さらに、明治24年（1891年）4月、故安島帯刀は明治維新における功労者として明治政府から正四位を贈位され、激動の時代において命を落とした安島氏の志士たちはその名誉と功績を顕彰されることとなった。信義の長男は剣夫といい、日本郵船に務める。なお、安島帯刀の子孫については『茨城新聞』にも紹介記事がある。
その後、平成15年（2003年）3月18日には水戸三の丸の常陽芸文ギャラリーで江戸から幕末までの肖像画を集めた「近世日本肖像画展」が開催され、帯刀の肖像が展示された他、さらに安島帯刀の卒後150回忌を迎えた平成21年（2009年）9月21日、帯刀の切腹を命じた井伊直弼の地元 滋賀県彦根市から井伊家当主・彦根城博物館館長 井伊直岳と彦根市長 獅山向洋が揃って大獄殉難者の墓参を行い、その返礼として水戸市長 加藤浩一が彦根市の井伊直弼の墓参を行うなど、水戸市と彦根市の都市交流が深められた。
```
　　　　　　　　　　　　　　　　　　　　　　　　　　　　　　　　　　　　　　　　　　　　　　　　　　　　　　　　   　　　小十人組初代目付組頭
                                                                        　　　                          　         　　　格式小姓目付中奥詰
　　　　　　　　　　　　　　　　　　　　　　　　　　　　　　　　　　　　　　　　　　　　　　　　　　　　　　　　   　　　日帳役
　　　　　　　　　　　　　　　　　　　　　　　　　　　　　       　　　川口摂津守仕官　　　　　　　　　　　　　　  　　　役所頭取
　　　　　　　　　　　　　　　　　　　　　　　　　　　　　       　　　松平主膳仕官　　　　　　　　　　　　　　　  　　　格式新番組頭
                                                                 　　　水戸権中納言仕官　　　　　　　　　　　　　  　　　御勝手懸
　　　　　　　　　　　　　　　　　　　　　　　　　　　　       　　　　吟味役兼駒込普請奉行　  　新料理番　　  　  　　　国姫附側用人
　　　　　　　　　　　　　　　　　　　　　　　　　　　 　　      　　　江戸普請奉行　　　　　　  馬廻組　　　　    　　　格式大番組列
　　 　佐竹左中将家臣  　戸沢右京亮仕官　　  水戸中納言仕官　  　　　　御国普請奉行　  　　　　  進物番　　　　 　　　 　京都留守居役
系譜 〇安島丹後信勝 ―― 善衛門信重 ――― ◎治左衛門信次 ―――――― 七郎衛門信久 ―――――― 七郎衛門信詮 ＝＝＝＝＝ 七郎左衛門信可

　　　　　　　　　　　　　　　　　　　　　　                           小普請組、小十人組
　　　　　　　　　　　　　　　　　　　　　　                           格式馬廻列、郡奉行見習
　　　　　　　　　　　　　　　　　　　　　　　　　　　　　　　　　　　 家督相続後、歴代天皇の
　　　　　　　　　　　　　　　　　　　　　　　　　　　　　　　　　　　 山陵修補を献策、奉行する
　　　　　　　　　　　　　　　　　　　　　　                           勘定奉行、小姓頭取
　　　　　　　　　　　　　　　　　　　　　　                           格式用人上座御側用人
　　　　　　　　　　　　　　　　　　　　　　                           学校奉行
　　　　　　　　　　　　　　　　　　　　　                           　軍艦旭日丸建造の功労
　　　　　　　　　　　　　　　　　　　                           　　　により幕府より恩賞賜与
　　　　　　　　　　　　　　　　　　                           　　　　幕府海防参与秘書掛
　　　　　　　　　　　　　　　                           　　　　　　　格式馬廻頭上座
　　　　　　　　　　　　　                           　　　　　　　　　大番頭上座用達
　　　　　　　　　　　　　　　　　　　　　                           　大寄合頭となり家老の列
　　　　　　　　　　　　　　　　　　　　                           　　に連なる（水戸藩執政）
　　　 　　　　　　　　　　　　　　　　                           　　 安政の大獄で切腹
                                                                       生前『志の飛音』を著作
　　　　　　　　　　　　　　　　　　　　　　　　　　　　　　　　　　　 詞歌多数
　　　 　　　　　　　　　　　　　　                           　　　　 卒後、勅命により赦免
　　　　　　　　　　　　　　　　　　　　　　　　　　　　　　　　　　　 贈正四位　　　　　　  　　　 勅命に基づき
　　　 　　　 吟味役　　　 　　　　　　　　　　　　　　　　　 　　　　 靖国神社合祀　　　　　　　　 御家再興
　　　 　　　 新番組　　　 　　　馬廻組頭　　　　　　　　　　　　　　　回天神社祭神　　　　　　　　 水戸藩士に復帰
　　　　　　　中之寄合　　　　　 大番組                                神名は安島帯刀之命　　　　　 中之寄合
 ＝＝＝＝＝＝ 彦之允信厚(早死)― 彦之允信順―（嫡孫。信可の跡を継ぐ）＝ 帯刀信立――――――――― 七郎太郎信義――剣夫・・・子孫在別  
```

### 12.その他の水戸藩士安島氏
その他、里見四郎左衛門家の分家 里見平次郎家の二代目 平次郎親正の室に安島氏がおり、里見軍蔵正應を生む。軍蔵には嫡子 平次郎惟栄の他、第一子に本家の見四郎左衛門親候室となる長女がいる。但し、親候の子 親賢の母は信木浅之介の女であるが、親賢の室は戸田忠太夫、安島帯刀の姉 戸田氏という縁でつながっている。
また、天保年間（1830年～1843年）に作られた水戸藩士の記録『江水御規式帳』によれば水戸藩士 安島氏には寺社方手代・留付列 安島忠太夫（8石三人扶持）、御郡方手代・武茂、金子孫二郎教孝支配 安島圭三郎（7石二人扶持）太田、鈴木庄蔵支配 安島弥七郎（7石二人扶持）、御金方手代 安島彦衛門（8石三人扶持）、 安島庄次郎（8石三人扶持）の名が見える。また、万延元年（1860年）につくられた『水戸藩御規式分限帳』においても、惣与力として安島圭三郎の他、同じく惣与力、矢列として安島俊蔵の名が見える。また、明治新政府からの命令書「明治三年四月九日郡廳達民事掛ヲ設ク及掛員名氏并村名」の中に租税掛として安島弥七郎の記載がある。
また、安島忠太夫と同様に水戸藩寺社方として安島忠介なる人物が同役 寺門元次郎なる人物と連名で「瓜連常福寺境内伐木極印願の儀」に関する書簡や「杉室山大雄院境内貫木見分通知状」「出頭通知状」を湊村の木内久兵衛に発した記録が残っている。
また、その他、安島氏に連なる人物としては茨城郡奥谷村の安島嘉七郎という人物が水戸藩に下された戊午の密勅を幕府に返納することを危惧し、水戸藩士の高橋多一郎愛諸、金子孫二郎教孝、関鉄之介遠、大関和七郎増美、広岡子之次郎則頼、森五六郎直長、吉成恒次郎一徳、大津彦五郎、山口辰之介正、林忠左衛門、小鶴村の郡司小重、郡司利兵衛など武士百姓数百人とともに、長岡宿にて密勅返納阻止のために集ったという。
さらに、水戸藩士 安島俊次郎という者が桜田門外の変を計画するため、彦根藩邸に潜入したとされている。その他、同じく桜田門外の変に関与した佐藤鉄三郎寛という藩士が安島鉄三郎という変名を用いたという記録もある。さらに、金方手代 安島弥七郎の次男 鉄次郎義徳は20歳の若者であったが、水戸藩の尊王派の頭目 武田耕雲斎正生らに従い天狗党の乱に従軍、幕府軍に捕らえられ斬首となると記録されている。このように安島氏の多くは尊王派として活動しそして弾圧された。しかし、その後も水戸藩内では安島姓の役人や人物の名も散見され、慶應4年（1864年）、安島清太郎という人物が、茨城郡川戸村庄屋に山材木の御用状を発している記録がある。
```
　　　　　　　　   天狗党烈士
　　 　　　　　  　靖国神社合祀
　　 金方手代　　　神名　安島鉄次郎之命
系譜 安島弥七郎 ― 鉄次郎義徳
```

## 松岡藩郷士 安島氏
幕府の水戸藩付家老である、明治に至り、常陸国松岡藩として独立した中山領、藤井村にも安島氏の存在が確認される。同安島氏は松岡藩の献金郷士であり、藩主 中山信敬の時代、安島平重が藤井村に地方20石の禄を給されている。

## 笠間藩士
系図や人名不詳ながら、笠間藩士にも安島氏の存在が確認される。

## 近現代の安島氏
以下、近現代の安島氏について詳述する。

### 茨城県の安島氏
元治元年（1864年）から明治8年（1875年）にかけて、安島考之介（孝之介とも）並びに安島徳基、徳春と那珂郡野口村庄屋 関沢源次衛門、関沢長次郎との間で村政に関する書簡及び旧水戸藩 故徳川斉昭の生母・瑛想院（外山補子）が亡くなった件につき連絡がなされている。さらに、安島徳基の子は忠亮といい、茨城県士族にして陸軍憲兵少佐従六位勲四等まで務めた帝国軍人であった。その長女 たけは海軍中将入沢敏雄に嫁ぎ、千鶴子、楓子の二女をなし、楓子は不二製鉄所取締役 岩田永俊の妻となる。
また、明治以降の記録としては明治3年（1870年）、それまでの水戸藩寺社方から神祇局務めとなった安島忠介が二度にわたり、茨城郡前田村庄屋宛の役所貸出金利納分受取に関する覚、役所仕法貸出金上納の達を発している記録もあり、明治以降も役人・神職として活躍した形跡が確認される。また、明治4年（1871年）には安島七郎左衛門という者が木内家から金銭を借り受けたという記録が残されている。そのほか、年代不明な古文書として、安島建之介という人物が知己のあった岡崎朝正なる人物宛に流行病蔓延を理由に一時瑞龍引き籠る意思を伝える書状が茨城県立歴史館に残されている。
また、元水戸藩士 安島家の出身で活躍した人物として望月直義がいる。直義は陸軍士官学校に入学するも中途で退学し、一旦、水戸市に帰郷した後、東京府の駒場農学校(後の東京大学農学部)に進学。卒業後は栃木県の農政関係の官署に奉職し、画家五百城文哉の紹介で望月キチと結婚。その後、東京帝国大学附属植物園日光分園の初代主任となった。サクラの品種であるモチヅキザクラは望月直義の献名による。
昭和21年(1921年)3月15日の茨城県報には衆議院議員選挙に水戸市から安島旭吉が無所属で立候補する届け出を行ったことが記録されている。
茨城県の安島氏の主な家系
以下では、茨城県内の安島氏について著名なものを地域別に家系が明らかなものから概説する。
水戸市には、茨城県士族安島亀松がいる。茨城県警察本署詰巡査としてその名が見え、西南戦争では抜刀隊として参加。田原坂の戦いで負傷するという。亀松の長男は茨城県属として勤務する英一であり、明治35年（1902年）4月、茨城県雇に任ぜられ、土木課に配属される。大正元年（1912年）10月、技手補となる。同4年（1915年）、北相馬郡書記に補せられ、次いで大正12年（1923年）、西茨城郡に赴任し首席郡書記となる。15年（1926年）、郡役所廃止により県属に転任した。英一は石岡市役所助役も務めたとされる。英一の長男 光二は茨城県庁で土地対策課の課長補佐等を務める。安島光二は安島帯刀の子孫と伝わるるが、県史料にもインタビューにあるとおり、帯刀との続柄は不明であり確証はないという。側室の子孫か、親族の血筋という見方もあるとされる。
なお、安島亀松の三男は小沼恭三といい、幼くして雋敏で小沼家を継ぐという。茨城県雇となり、知事官房文書掛、大正4年(1915年)、西茨城郡書記、庶務会計の両主任を経て、本県属となり、大正15年(1926年)、県の会計課長となる。昭和4年(1929年)、地方事務官に転じ、高等官七等内務部地方課勤務を命ぜられる。温厚で部下を愛し、官吏も模範とされたという。
```
　　 　　　　　　  　　　　　　　　　　　茨城県士族
　　　　　　　　   　　　　　　　　　　　茨城県雇
　　　　　　　　   　　　　　　　　　　　技手補
　　　　　　　　   　　　　　　　　　　　北相馬郡書記
　　　　　　　　   茨城県士族　　　　　　西茨城郡首席郡書記
　　 　　　　　　　茨城県警察本署巡査 　 茨城県属　　　　　　茨城県庁土地対策課
　　　　　　　　　 西南戦争で抜刀隊　　　石岡市役所助役　　　課長補佐
系譜 安島惣之介――亀松 ―――――――― 英一――――――――光二 
```

さらに、久慈郡東小澤村大字神田には茨城県士族 安島安がいた。安の祖先、五十嵐国道は久慈郡坂本村の人であったが、元禄年間（1688年～1703年）に徳川光圀の命により、現住所に移住したとされる。安島安の家系は神職としてその名を知られ、代々、右京の名を襲名した。数世先の祖先 安島右京泰嘉は彰考館総裁丸山可澄と懇意であったという。祖父、右京泰弘は会沢正志斎安の門人となるという。 安島安の代に、神官を罷める。幕末においては父　右京泰孚とともに志士として活躍し、戸田忠太夫忠敞、藤田東湖彪、安島帯刀信立らの信頼を得て国事に奔走、その功により水戸藩主・徳川権中納言斉昭より太刀を賜り士株に列せられた。代々、神官の家系で、安島安自身も若い頃、神官であったが、水戸藩の安島帯刀らとの縁もあり士分に取り立てられ、尊王攘夷運動に携わるという。明治以降、士族に列し、師範学校訓導を皮切りに、結城郡水海道町高等小学校長兼訓導、久慈郡太田高等小学校長兼訓導、西茨城郡視学、東茨城郡川根尋常小学校長兼訓導などを歴任、教育行政の分野で重きをなした。
```
　　　　　　　　　　　　　　　　　　　　　　　　　　　　　　　　　　　     元祠官・茨城県士族
　　　　　　　　　　　　　　　　　　　　　　　　　　　　　　　　　　　     師範学校訓導
　　　　　　　　　　　　　　　　　　　　　　　　　　　　　　　　　　　     結城郡水海道町高等学校校長兼訓導
　　　　　　　　　　　　　　　　　　　　　　　　　　　　　　　　　　　     久慈郡太田高等小学校長兼訓導
　　　　　                                                                 西茨城郡視学
     祠官                 祠官　　　　　　　　　　 祠官　　　  祠官　　 　 東茨城郡川根尋常小学校長兼訓導
系譜 五十嵐国道 -（略）-  安島右京泰嘉---（略）--- 右京泰弘 ― 右京泰孚 ― 安 …………………………………………… 子孫不詳 
```

また、久慈郡世矢村大字世矢には世矢村長 安島徳次郎がいた。
```
　　　　　　　　　　　　　世矢村学務委員
     　　　　  　　　　　 世矢村長
系譜 安島某 ――――――  徳次郎 ………… 子孫不詳
```

同じく久慈郡世矢村には代々、酒醸造業を営み久慈郡会議員、世谷村議会議員として活躍した安島子之太郎がいる。子之太郎には長男で村の青年会長を務めた作壽と二男 晟 がいた。二男の晟ははじめ分家し、兄の家業を手伝ったが、兄作壽が早世したため、家政を担うという。
```
　　 久慈郡会議員　　　　　世矢村農会議員
     世矢村議会議員　      愛林組長
系譜 安島子之太郎 ―――― 晟 …………… 子孫不詳
```

また、多賀郡関本村大字山小屋には関本村長 安島嘉蔵がいる。嘉蔵は若年の折、父と妻をはやく亡くすが農業に精励しまた公共心に厚く檀家惣代に推され、村議会議員を数期経て村長となった。また、子の亀太郎は関本村議会議員となる。
```
　　　　　　   　　　　　　関本村長　  　関本村議会議員
系譜 安島某 ――――――― 嘉蔵 ―――― 亀太郎………………… 子孫不詳
```

新治郡藤澤村には教育家として藤澤尋常高等小学校学校長安島昶の名が見える。家系は必ずしも定かでないが、新治郡内にて学校長として教育に尽力する。但し、当人その功績を顕かにすること好まず、詳細は不明とされる。
```
　　　　　　　             藤澤尋常高等小学校長
系譜 安島某 ――――――― 昶………………………………………… 子孫不詳 
```

さらに戦後、1970年代、茨城県日立市には日立製作所の会社員から政治家となった人物として、日本社会党の衆議院議員安島友義がいた。友義は労働組合の推薦を経て雇用・労働問題を中心に活躍、二期目当選を期するが二度目の衆議院議員選挙で落選し政界を引退する。
```
　　　　　　     　        衆議院議員
系譜 安島某 ――――――― 友義 ……………………………………… 子孫不詳 
```

### 福島県の安島氏
福島県においては磐城郡に山田村、窪田村に安島氏がある。山田村の安島重三郎は同村の大地主であり、地方一流の名門にして資産に富む家系と伝わる。この地方の政治家として知られる安島重三郎は磐城郡議会議員、県議会議員を経た後、山田村長となり、その後、日本赤十字社特別社員の称号を授与される。その後、明治37年（1904年）、衆議院議員となり帝国議会で活躍、日露戦争の支援の功績で勲四等旭日小綬章に叙せられ、明治44年（1911年）、山田村長に当選するという。政界引退後は福島県の実業界に覇権を確立し、浜街道第一の重鎮と目された。重三郎の妻 トシ子は茨城県士族の加藤亀三郎の女で愛国婦人会磐城郡幹事として尽力し、明治38年（1905年）同会より表彰され愛国婦人会三等有功章、44年に同会の二等有功章を受章する。なお、重三郎、トシ子夫妻にはキシ子、イク子、八重子の三女があり、キシ子とイク子は東京三輪田高等女学校に学ぶ。
```
　　　　　　　　     磐城郡会議員、福島県議会議員
　　　　　　　　     衆議院議員、山田村長
　　　　　　　　     勲四等旭日小綬章叙勲
　　　　　　　　 　  日本赤十字社特別社員称号・
                     同特別社員章受章
系譜 安島重三郎 ―― 重三郎 ――――――――――― キシ子 ………………… 子孫不詳 
```

同じく磐城郡山田村に農業指導者 安島重右衛門がおり、同村の農業振興に尽力するといい、その二男 直人は医師として同村消防医を務める。妻 ヒデ子との間に長男の武雄、直重が生まれるという。
```
     農業指導者　　  山田村消防医
系譜 安島重右衛門 ― 直人 ――――― 武雄 ………… 子孫不詳 
```

また、磐城郡窪田村に安島八之亟の長男 大次郎がおり、農事指導者として活躍するという。大次郎は明治40年（1907年）ら窪田村議会議員に初当選し、明治42年（1909年）、窪田信用購買組合理事組合長に推薦され、窪田村農会共進会審査長を嘱託され継続すること4年、明治44年（1911年）には、磐城郡会議員に当選、大正2年（1913年）、福島県農会農家経済委員を嘱託され、再び窪田村議会議員に当選する。同年、農業の改良発達の功績により表彰され木杯一組を受ける。大次郎の妻は上遠野氏の出で上遠野佐平の女 ヒロ子 。子に安島八郎、チヨ子、イク子、ツネ子、林太郎がいる。
```
　　　　　　　　 　　  窪田村議会議員
　　　　　　　　　 　  窪田村農会共進会審査長
　　　　　　　　　 　  磐城郡会議員
　　　　　　　　　　　 福島県農会農家経済委員
                       窪田村議会議員
　　　　　　　　　　　 農業の改良発達の功績に
　　　　　　　　　　   より、木杯一組賜与
系譜 安島八之亟 ――― 大次郎 ―――――――――― 八郎 …………………… 子孫不詳 
```

同じく磐城郡窪田村に代々、醤油醸造を営む安島信太郎がいた。その子 富吉は醤油と味噌の製造において品質改良と販路拡大を進め実業家として成功を収めつつ、明治31年（1898年）、政界に転じ、開田区長に当選、その後、明治33年（1900年）、消防小頭第五部長、明治36年（1903年）、窪田村議会議員に当選する。寺社惣代、耕地整理委員会委員、会計主任、磐城醸造組合第四部長に推挙され、地方開拓者として名をしらしめた。公共心厚く、学校、寺社、道路の新築に寄付をし、貧民救助に義捐金を出して、表彰を受け木杯賞詞を授かるという。養子の久は大日本帝国陸軍仙台野砲兵第二連隊に所属し下士官として勤務し、階級は砲兵伍長に進むという。富吉の妹、ロク子は明治14年生まれ。福島県の大北火災海上保険会社常務取締役 官林伊勢吉の妻となり、伊勢吉との間に日本綿花会社員となる長男の官林牧一郎、三菱商事株式会社技師となる次男の官林慎、長女の官林摂子、三男 官林丈樹、四男 官林秀男らの子を産むという。
```
　　　　　　　　　　   開田区長
　　　　　　　　　　　 消防組消防小頭第五部長
　　　　　　　　　　　 窪田村議会議員
　　　　　　　　　　   寺社惣代
                       耕地整理委員会委員
　　　　　　　　　　   会計主任
                       磐城醸造組合第四部長
                       学校、寺社、道路建設への　　大日本帝国陸軍
　　　　　　　　　　　 寄付及び貧民救助に対する　　仙台野砲兵第二連隊
　　　　　　　　　　　 義捐金拠出の功績により、    にて下士官勤務
　　 醤油醸造業　　    木杯賞詞賜与          　　　陸軍砲兵伍長
系譜 安島信太郎 ――― 冨吉 ――――――――――― 久 ……………………… 子孫不詳 
```

### 東京府の安島氏
東京府士族安島富弘、白川資義の次女 節子を妻とする。なお、岳父 白川資義は白川伯王家の当主 白川資敬王の次男で筑波山神社祭主。資義の姉は孝明天皇の即位式で褰帳女王を務めた祁子女王。兄の白川資訓王は同家最後の当主にして明治維新後は当主の家職である神祇伯の官職と王号を返上し、子爵の爵位を受け白川資訓と名乗る。

### 安島氏全般
- 茨城県立歴史館蔵『年数帳』
- 茨城県史編纂会監修、茨城県立歴史館編『茨城県史料中世編Ⅳ』(茨城県、1991年)
- いわき史編さん委員会編『いわき市史』第一巻 原始・古代・中世,(いわき市教育文化事業団,1972年)
- 大内政之介著『新編金砂戦国史』（筑波書林、1993年）
- 太田亮著、上田萬年、三上参次監修『姓氏家系大辞典 第1巻』（角川書店、1934年）
- 杉本文彦編『日本の姓氏 大総鑑』（日正出版、1997年）
- 大子町史編さん委員会『大子町史　通史編 上巻』(大子町、1988年3月)
- 千鹿野茂編『都道府県別姓氏家系大事典 東日本編』（柏書房、2004年）
- 日本家紋研究会編『家紋でわかるあなたの祖先 茨城県』（日本家紋研究会、2001年）
- 日本家紋研究会編『家紋でわかるあなたの祖先 茨城県北部地方』（日本家紋研究会、2001年）
- 日本家紋研究会編『家紋でわかるあなたの祖先 福島県浜通り地方、 原町、相馬市、いわき市』（日本家紋研究会、2001年）
- 野口実著『武家の棟梁の条件』（中央公論社、1994年）ISBN 4121012178
- 野口実著『伝説の将軍 藤原秀郷』（吉川弘文館、2001年）ISBN 4642077790
- 平輪光三,佐々木靖章著『野口雨情』(雄山閣出版,1953年)
- 茂木和平『埼玉苗字辞典』第五巻上 (茂木和平、2004年)
- 安木三郎著『藤原秀郷将軍』（牧歌舎、2006年）ISBN 4434074369
- 和田英松著、所功校訂『新訂 官職要解』（岩波書店、2006年）ISBN 4061586211

### 秋田藩士安島氏
- 秋田県公文書館蔵『安嶋氏系図』
- 秋田県公文書館編『秋田県家蔵文書目録』（1997年）
- 秋田県公文書館編『系図目録I (PDF) 』（秋田県公文書館、2001年）
- 秋田県公文書館編『系図目録II (PDF) 』（秋田県公文書館、2002年）
- 秋田県公文書館蔵安島佐左衛門筆『岡百八宛書状』
- 秋田姓氏家系研究会編『秋田近世前期人名辞典』（秋田姓氏家系研究会、1973年）
- 秋田県立図書館編『国典類抄 第16巻 嘉部4』（秋田県立図書館、1979年）
- 秋田県立図書館編『国典類抄 第17巻 嘉部5』（秋田県立図書館、1979年）

#### 安島清広関連資料
- 秋田県公文書館蔵『安嶋近代覚書』
- 秋田県公文書館蔵『安嶋近代之覚書』
- 秋田県公文書館蔵『阿嶋美濃守宛授領之判紙写』
- 秋田県公文書館蔵『阿嶋美濃守宛和田安房守証文之写』
- 秋田県公文書館蔵星軍八・安島兵庫筆『文化六巳十月より同七午九月迄湯沢御米蔵ニ而受拂目録』
- 秋田県公文書館蔵安島兵庫、芳賀茂兵衛筆『文化七年午十月より同八未九月迄湯沢御米蔵ニ而受拂目録』
- 秋田県公文書館蔵安島又右衛門筆『御合力銀請取証文』
- 秋田県公文書館蔵佐竹義久筆安嶋采女介宛『東義久官途状』
- 秋田県公文書館蔵佐竹義久筆阿嶋美濃守宛『東義久官途状』
- 秋田姓氏家系研究会編『久保田藩分限帳-天保12年-』（みしま書房、1981年）
- 秋田姓氏家系研究会編『佐竹藩士分限帳-文久以後年-上』（秋田姓氏家系研究会、1976年）
- 秋田姓氏家系研究会編『佐竹藩士分限帳-文久以後年-下』（秋田姓氏家系研究会、1976年）
- 市村高男著『戦国期東国の都市と権力』(思文閣出版、1994年) ISBN 4784208550
- 佐々木倫朗著「戦国期佐竹家臣団に関する一考察―側近・奉行人層の分析を通じて」大正大学編『大正大学研究論集第38号』(大正大学、2014年)
- 佐々木倫朗著「佐竹氏の陸奥南郷経営―戦国期から統一政権期にかけて―」『歴史人類 第5号』（筑波大学歴史人類学系、1997年3月）
- 佐々木倫朗著『戦国期権力佐竹氏の研究』(思文閣出版、2011年) ISBN 4784215697
- 常陸太田市史編さん委員会編『佐竹家臣系譜』（常陸太田市、1982年）

#### 安島大膳亮関連資料
- 秋田県公文書館編『系図目録Ⅰ』(秋田県公文書館、2001年)
- 秋田県公文書館蔵『御附人考稿』
- 秋田県公文書館蔵『吟味考』
- 秋田県公文書館蔵安島信忠筆『安嶋学之進所持仕証文之写』
- 秋田県公文書館、茨城県立歴史館蔵安島吉兵衛同主税筆『系図 佐竹山城家人安島吉兵衛』
- 東京大学史料編纂処編纂『大日本古記録 梅津政景 7』（岩波書店、1984年）
- 常陸太田市史編さん委員会編『佐竹家臣系譜』（常陸太田市、1982年）

### 新庄藩士安島氏関連資料
- 家臣人名事典編纂委員会編『三百藩家臣人名事典第1巻』（新人物往来社、1993年）
- 金子務著『ジパング江戸科学史散歩』(河出書房新社、2002年) ISBN 4309251552
- 長福寺所蔵『小川家系図』
- 山形県和算研究会編『山形の和算』1996年
- 山形県新庄市立図書館編『郷土資料叢書第九輯』「戸沢家中分限帳（一）」
- 山形県新庄市立図書館編『郷土資料叢書第十一輯』「戸沢家中分限帳（三）」
- 山形県新庄市立図書館編『郷土資料叢書第十二輯』「戸沢家中分限帳（四）」
- 山形県新庄市立図書館編『郷土資料叢書第十六輯』「新庄藩系図書（二）」

#### 安島直円関連資料
- 大木善太郎著『会田安明翁事績山形県の和算家』1933年
- 栗林郡教育委員会編『栗林郡誌』（伊東真正社、1998年）
- 国史大辞典編集委員会編『国史大辞典第1巻』（吉川弘文館、1979年）
- 下平和夫著『和算の歴史』（富士短期大学出版部、1965年）
- 国史大辞典編集委員会編『国史大辞典第1巻』（吉川弘文館、1979年）
- 田尻佐編『贈位諸賢伝』（国友社、1927年）
- 築館町史編纂委員会編『築館町史』（築館町、1976年）
- 平山諦、松岡元久著『安島直円全集』（富士短期大学出版部、1966年）
- 新村出編『広辞苑 第六版』（岩波書店、2011年）ISBN 400080121X
- 平凡社編『日本人名大事典 （第1巻） 』（平凡社、1990年）
- 松村明編『大辞林 第三版』（三省堂、2006年）ISBN 4385139059
- 三上義夫著「関流数学の免許段階の制定と変遷」三田史学会編『史学第10巻』(三田史学会、1931年)
- 山形県新庄市立図書館編『郷土資料叢書第十輯』「戸沢家中分限帳（二）」
- 山形県新庄市立図書館編『郷土資料叢書第十二輯』「戸沢家中分限帳（四）」

### 水戸藩士安島氏関連資料

#### 安島帯刀関連資料
- 明田鉄男『幕末維新全殉難者名鑑』 1巻、新人物往来社、1986年。doi:10.11501/12285292。全国書誌番号:86039572。
- 茨城県史編纂近世史第1部会編『茨城県史料 近世政治編Ⅰ』（茨城県、1970年）
- 茨城県史編纂近世史第1部会編『江水御規式帳』（茨城県、1971年）
- 茨城県立歴史館史料学芸部編『茨城県立歴史館叢書19 徳川治保・治紀関係史料』(茨城県、2016年)所収「水戸御国武鑑」
- 家臣人名事典編纂委員会編『三百藩家臣人名事典第2巻』（新人物往来社、1988年）
- 蟹江征治著、 宇野俊一、小林達雄、竹内誠、大石学、佐藤和彦、鈴木靖民、濱田隆士、三宅明正編『日本全史（ジャパン・クロニック）』（講談社、1990年）ISBN 406203994X
- 財団法人水府明徳会彰考館蔵『水府系纂』第30巻
- 財団法人水府明徳会彰考館蔵『水府系纂』第45巻
- 新潮社辞典編集部編『新潮日本人名辞典』（新潮社、1995年）
- 田尻佐編『贈位諸賢伝』（国友社、1927年）
- 『徳川家蔵『水戸藩史料上編』（吉川弘文館、1970）』。
  - 原典 『水戸藩史料』上(乾,坤)別記(上)、吉川弘文館、1915年。
- 『徳川家蔵『水戸藩史料下編』（吉川弘文館、1970）』。
  - 原典 『水戸藩史料』下,別記(下)、吉川弘文館、1915年。
- 戸谷穂高、杉山巖「東京大学文学部所蔵富田文書の紹介」『東京大学日本史学研究室紀要』第15巻、東京大学大学院人文社会系研究科・文学部日本史学研究室、2011年3月、291-309頁、doi:10.15083/00029453、hdl:2261/52084。
- 西村慎太郎著『120317 NPO法人日本歴史資料継承機構主催報告会 『幕末維新の世界にようこそ』1859の残照 ― 安島家文書の世界 ―』（日本歴史資料継承機構、2012年）
- 日本歴史学会編『明治維新人名辞典』（吉川弘文館、1994年）
- 沼崎美三男編『茨城人のルーツ』（茨城新聞、1978年）
- 福地桜痴著、佐々木潤之介校注『幕末政治家』（岩波書店、2003年）ISBN 4003318617
- 平凡社編『日本人名大事典 （第1巻） 』（平凡社、1990年）
- 宮崎十三八、安岡昭夫編『幕末維新人名辞典』（新人物往来社、1994年）
- 山本秋広『変貌する大東京に茨城縁故をさぐる』(山本秋広、1947年)
- 早稲田大学図書館所蔵『安島帯刀・高橋多一郎・金子孫二郎書簡』(早稲田大学、請求記号:チ03 03539 0009)
- 早稲田大学図書館所蔵『安島帯刀書簡』(早稲田大学、請求記号:チ06 03890 0175 0005)
- 早稲田大学図書館所蔵『安島信立書簡 : 茅根伊予之介宛』(早稲田大学、請求記号:チ06 03890 0179 0005)
- 早稲田大学図書館所蔵『徳川斉昭書簡 : 安島弥次郎宛』(早稲田大学、請求記号:チ06 03890 0179 0005)

#### 安島帯刀関連報道
- 『読売新聞』1889年5月7日朝刊
- 『読売新聞』1891年7月10日朝刊
- 『読売新聞』1891年7月16日朝刊
- 『読売新聞』1891年7月24日朝刊
- 『日本経済新聞』2000年7月16日朝刊
- 『読売新聞』2003年3月18日東京朝刊
- 『毎日新聞』2009年11月17日地方版/滋賀
- 『読売新聞』2009年11月17日大阪朝刊
- 『日本経済新聞』2009年11月22日朝刊
- 『読売新聞』2009年11月22日大阪朝刊
- 『毎日新聞』2010年10月11日地方版/滋賀
- 『毎日新聞』2010年10月11日地方版/滋賀

#### 安島俊次郎関連資料
- 大植四郎編『明治過去帳』（東京美術、1935年）

#### 安島鉄次郎関連資料
- 茨城県史編纂近世史第1部会編『江水御規式帳』
- 徳川家編『水戸藩史料下編』[1]

#### 安島安関連資料
- 茨城県立歴史館蔵西茨城郡視学安島安筆「学籍簿等用紙印刷取纏の件に付書状」

#### その他 水戸藩士 安島氏関連資料
- 財団法人水府明徳会彰考館蔵『水府系纂』第41巻
- 茨城県立歴史館蔵神祇局安島忠介筆「覚〔役所貸出金利納分受取〕」
- 茨城県立歴史館蔵寺社方寺門元次郎・安島忠介筆「瓜連常福寺境内伐木極印願の儀につき書簡」（茨城県立歴史館、資料番号1082枝番号22）
- 茨城県立歴史館蔵寺社方安島忠介・寺門元次郎筆「杉室山大雄院境内貫木見分通知状」（茨城県立歴史館、資料番号1082枝番号23）
- 茨城県立歴史館蔵寺社方寺門元次郎・安島忠介筆「出頭通知状」（茨城県立歴史館、資料番号1082枝番号24）
- 茨城県立歴史館蔵神祇局古田要太郎・安島忠介筆「役所仕法貸出金上納の達」
- 茨城県立歴史館蔵安島考之介筆「関沢源次衛門宛安島考之介書状」
- 茨城県立歴史館蔵安島徳基筆「関沢家経営　書付　金銭受取」
- 茨城県立歴史館蔵安島徳春筆「関沢源次衛門宛安島徳春書状〔瑛想院逝去の報〕」
- 茨城県立歴史館蔵安島清太郎筆「（枯松落札代金上納の達）」
- 茨城県立歴史館蔵神祇局古田要太郎・安島忠介筆「役所仕法貸出金上納の達」
- 茨城町史編さん委員会編『茨城町史 通史編』(茨城町、1995年)

松岡藩士 安島氏関連資料
- 小山譽城『徳川御三家付家老の研究』(清文堂、2006年) ISBN 9784792406172
- 高萩史編纂専門委員会編『高萩市史』上巻,(高萩市役所,1969年)

### 茨城県の安島氏
- いばらき新聞社編『茨城人名辞書』（崙書房、1975年）
- 茨城県立歴史館所蔵茨城県報告知第83号「衆議院議員候補者の届出（水戸市・無所属安島旭吉）」
- 茨城県立歴史館所蔵「覚〔金札七両借用〕」
- 茨城県立歴史館所蔵「（流行病まん延につき一週間程瑞龍へ引籠り候心得につき書状）」
- 軍事教育会軍事新報部編『軍事新報』第2巻102号(軍事教育会軍事新報部、1899年5月20日)
- 弘文社編『茨城人名辞書』（弘文社、1930年）
- 佐久間好雄編『郷土歴史人物事典茨城』（第一法規出版、1978年）
- 帝国秘密探偵社編『大衆人事録』第10版,(帝国秘密探偵社、1934年)
- 長縄光男, 沢田和彦 編『異郷に生きる : 来日ロシア人の足跡』 第3巻 (成文社、2005年)
- 宮本洋一著『姓氏語源大辞典』（示現舎、2016年）ASIN B01M17MDNL

### 福島県の安島氏
- 磐城新聞編輯部『磐城高風録』（磐城新聞社、1928年）
- 時事通信社編『福島県人名辞典』（時事通信社、1914年）
- 進藤登雄編『福島県史』(福島県郷土史会、1936年)
- 福島県編『福島県史第22巻』（福島県、1972年）

### その他
- 財団法人水府明徳会彰考館蔵『水府系纂』第30巻16丁、84.5丁
- 財団法人水府明徳会彰考館蔵『水府系纂』第41巻
- 立原道造著『立原道造全集』（角川書店、1973年）
- 宮城県姓氏家系大辞典編纂委員会編『宮城県姓氏家系大辞典』(角川書店、1996年)
- 山形県新庄市立図書館編『郷土資料叢書第十五輯』「新庄藩系図書」
- 山形県新庄市立図書館編『郷土資料叢書第十六輯』「新庄藩系図書」

### 姻戚・養子縁組
- 国安氏
- 川井氏
- 立原氏
- 佐藤氏
- 関氏
- 遠藤氏
- 大窪氏
- 鯨岡氏
- 安部井氏
- 大関氏
- 中山氏
- 吉高氏
- 八柳氏
- 熊谷氏
- 伊東氏
- 大久保氏
- 大宮氏
- 田所氏
- 里見氏
- 戸田氏
- 江橋氏
- 小松崎氏
- 皆川氏
- 濱野氏
- 高久氏
- 平尾氏
- 新家氏
- 深沢氏
- 久米氏
- 富田氏
- 加藤木氏
- 上遠野氏

### 常陸国の秀郷流藤原氏
- 小野崎氏
- 江戸氏
- 那珂氏
- 川野辺氏
- 和知氏
- 佐藤氏
- 田所氏
- 神長氏
- 上遠野氏
- 茅根氏
- 赤須氏
- 川井氏
- 助川氏

1. ↑  水戸藩史料下編.